# Pedro de Mercado
Pedro de Mercado fue un médico español, profesor de la Universidad de Granada, que desarrolló sus actividad en el siglo XVI. Se supone que floreció hacia 1558.

## Trayectoria
No se conocen las fechas de nacimiento y muerte de Pedro de Mercado. Se señala, en el Diccionario de José María López Piñero, que nació antes de 1500, pero seguramente nació alguna década después, dadas las fechas de aparición de sus libros. Era tenido por doctor médico y por filósofo humanista, y fue profesor de medicina en la Universidad de Granada, avanzada la centuria.
Su importante texto en castellano Diálogos de philosofía natural y moral se publicó en 1558 y se reeditó en 1574. Su segundo libro, De febrium differentis eorumque causis, signis et medela, de 1583, lo escribió en latín, como es propio de la medicina de su siglo.
Sus Diálogos contienen un bellísimo texto sobre la vida ordinaria y sus fallos, De la melancolía, que es una obra maestra sobre la tristeza. Mercado se adelantaba con él a las monografías sobre el desánimo publicadas en España, Francia, Italia e Inglaterra. Mercado fue un representante del  médico del siglo XVI europeo, que inició las tesis descritas en Libro de la melancolía, de Andrés Velázquez, y en Sobre la melancolía, de Alonso de Santa Cruz.
Sus recetas son cierta farmacopea vegetal y un ejercicio moderado, así como distracciones para huir de los escrúpulos, paisajes gratos y curación musical.
Destaca entre los afamados médicos españoles del siglo XVI y seguramente era algo más joven que Francisco Valles, que también escribió páginas sobre la tristeza. Aparecen citados sus diálogos en la Bibliotheca Hispana Nova de Nicolás Antonio, dada la calidad de su prosa.

## Obra
- Dialogos de philosofia natural y moral, Granada, Mena y Robut, 1558 (se admitió para imprimir en Valladolid, 1557); fue reeditado de nuevo en Granada, Mena, 1574.

- De febrium differentis eorumque causis, signis et medela, Granada, De Nebrija, 1583; reeditado dos veces: en 1582 y en 1592.